# Engelbert (Sänger)

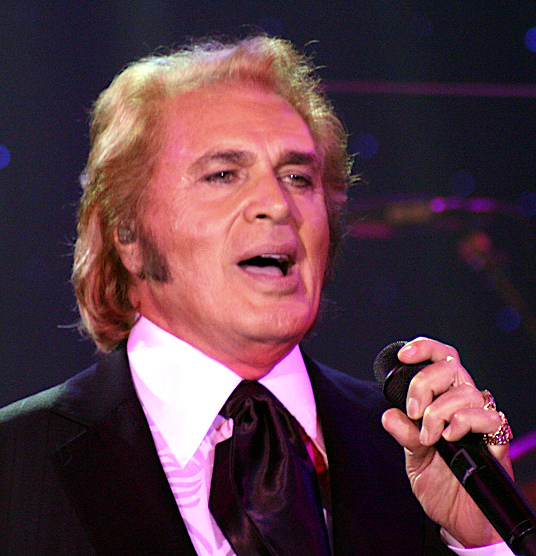
Engelbert, 2009

Engelbert und Engelbert Humperdinck sind die Künstlernamen von Arnold George Dorsey, MBE (* 2. Mai 1936 in Madras, Indien), einem britischen Popsänger. Er wurde 1967 mit dem Song Release Me bekannt.

## Leben
Arnold George Dorsey wurde 1936 als eines von zehn Geschwistern in Indien geboren, das damals zum Britischen Weltreich gehörte. Sein Vater diente dort in der British Indian Army und war in Madras, dem heutigen Chennai, stationiert. Mitte der 1940er Jahre zog die Familie nach Leicester um. Mit elf Jahren begann Dorsey Saxophon zu spielen.
Dorsey arbeitete zunächst in einer Fabrik in Leicester. Mit 17 Jahren nahm er in einem Pub an einem Gesangswettbewerb teil und präsentierte sich dabei als Imitationstalent. Mitte der 1950er Jahre siedelte er in die Vereinigten Staaten um. Da er dort zunächst nur begrenzten Erfolg hatte, nahm er auf Vorschlag seines Managers als Künstlernamen den Namen des deutschen spätromantischen Komponisten Engelbert Humperdinck (1854–1921) an, der durch seine Märchenoper Hänsel und Gretel weltberühmt wurde. Der Beweggrund für die Wahl dieses Namens war nicht dessen Bekanntheit, sondern die Skurrilität seines Namens. In Deutschland tritt Dorsey nur als "Engelbert" auf. Die Erben Humperdincks waren mit juristischen Mitteln gegen die Verwendung des Künstlernamens vorgegangen, zumal keine verwandtschaftlichen Beziehungen mit dem Komponisten bestehen.
Engelberts Weltkarriere begann 1967 mit dem Hit Release Me. Er erhielt eine Silberne, 21 Goldene und sechs Platin-Schallplatten.
1973 trat er in einer Fernsehshowreihe – einer britisch-deutschen Koproduktion – zusammen mit Marlène Charell auf. 1983 sah man ihn in der Serie Fantasy Island, wo er den schüchternen Sänger Bob Smith spielt. 1986 gelang ihm in Zusammenarbeit mit dem deutschen Musikproduzenten Jack White insbesondere im deutschsprachigen Europa ein Comeback. Das Album Träumen mit Engelbert erreichte 1987 Platz eins der deutschen Hitparade. Die folgenden Alben Remember – I Love You (1987) und In Liebe – Engelbert (1988) erreichten beide in Deutschland die Top-fünf-Charts.
Das 1989 folgende Album Ich denk an Dich – Ein Abend voller Zärtlichkeit wurde von Dieter Bohlen produziert und enthielt unter anderem eine Version des Nummer-eins-Hits You’re My Heart, You’re My Soul von Modern Talking. Trotz Rang 20 in den deutschen Charts konnte Engelbert nicht an die Erfolge der unmittelbaren Vorgängeralben anknüpfen. In den 1990er Jahren arbeitete er mit verschiedenen europäischen Produzenten wie Leslie Mandoki, Ralph Siegel oder Peter Koelewijn zusammen.
1996 sang er mit Lesbian Seagull das Titelstück des Zeichentrickfilms Beavis und Butt-Head machen’s in Amerika. Durch eine interne Auswahl der BBC wurde Engelbert zum britischen Teilnehmer für den Eurovision Song Contest 2012 bestimmt und erreichte dort mit zwölf Punkten und dem Lied Love Will Set You Free den vorletzten Platz. Zwei Jahre später erschien das Studioalbum Engelbert Calling, das ausschließlich Duette, unter anderem mit Elton John, Cliff Richard und Olivia Newton-John enthält. Im November 2017 erschien das Studioalbum The Man I Want to Be, das er als Hommage an seine seit 2007 an Alzheimer erkrankte Frau Patricia Healey aufgenommen hat. Sie starb im Februar 2021 und hinterließ vier gemeinsame Kinder.

## Diskografie
Studioalben

| Jahr | Titel                                            | Höchstplatzierung, Gesamtwochen, AuszeichnungChartplatzierungen (Jahr, Titel, Platzierungen, Wochen, Auszeichnungen, Anmerkungen) | Höchstplatzierung, Gesamtwochen, AuszeichnungChartplatzierungen (Jahr, Titel, Platzierungen, Wochen, Auszeichnungen, Anmerkungen) | Höchstplatzierung, Gesamtwochen, AuszeichnungChartplatzierungen (Jahr, Titel, Platzierungen, Wochen, Auszeichnungen, Anmerkungen) | Höchstplatzierung, Gesamtwochen, AuszeichnungChartplatzierungen (Jahr, Titel, Platzierungen, Wochen, Auszeichnungen, Anmerkungen) | Höchstplatzierung, Gesamtwochen, AuszeichnungChartplatzierungen (Jahr, Titel, Platzierungen, Wochen, Auszeichnungen, Anmerkungen) | Anmerkungen                              |
| Jahr | Titel                                            | DE | AT | CH | UK | US | Anmerkungen                              |
| ---- | ------------------------------------------------ | --- | --- | --- | --- | --- | ---------------------------------------- |
| 1967 | Release Me                                       | — | — | — | UK6 Silber · (58 Wo.)UK | US7 Gold · (118 Wo.)US |                                          |
| 1967 | The Last Waltz                                   | — | — | — | UK3 (33 Wo.)UK | US10 Gold · (60 Wo.)US |                                          |
| 1968 | A Man Without Love                               | DE9 (12 Wo.)DE | — | — | UK3 (45 Wo.)UK | US12 Gold · (78 Wo.)US |                                          |
| 1969 | Engelbert                                        | — | — | — | UK3 (8 Wo.)UK | US12 Gold · (33 Wo.)US |                                          |
| 1969 | Engelbert Humperdinck                            | — | — | — | UK5 (23 Wo.)UK | US5 Gold · (41 Wo.)US |                                          |
| 1970 | We Made It Happen                                | — | — | — | UK17 (11 Wo.)UK | US19 Gold · (40 Wo.)US |                                          |
| 1970 | Sweetheart                                       | — | — | — | — | US22 Gold · (24 Wo.)US |                                          |
| 1971 | Another Time, Another Place                      | — | — | — | UK48 (1 Wo.)UK | US25 Gold · (15 Wo.)US |                                          |
| 1972 | In Time                                          | — | — | — | — | US72 (14 Wo.)US |                                          |
| 1973 | King of Hearts                                   | — | — | — | — | US113 (10 Wo.)US |                                          |
| 1976 | After the Lovin’                                 | — | — | — | — | US17 ×2Doppelplatin · (28 Wo.)US                                                                                                  |                                          |
| 1977 | Miracles by Engelbert Humperdinck                | — | — | — | — | US167 (5 Wo.)US |                                          |
| 1977 | Christmas Tyme                                   | — | — | — | — | US156 Gold · (4 Wo.)US | Weihnachtsalbum                          |
| 1979 | This Moment in Time                              | — | — | — | — | US164 (4 Wo.)US |                                          |
| 1986 | Träumen mit Engelbert                            | DE1 Platin · (40 Wo.)DE | AT18 (10 Wo.)AT | CH6 Gold · (9 Wo.)CH | — | — |                                          |
| 1987 | Remember – I Love You                            | DE5 Platin · (15 Wo.)DE | AT5 (8 Wo.)AT | CH22 Gold · (2 Wo.)CH | — | — |                                          |
| 1988 | In Liebe – Engelbert                             | DE2 Platin · (22 Wo.)DE | AT10 Platin · (10 Wo.)AT | CH— ×2DoppelgoldCH | — | — | alternativer Titel: Natural Love         |
| 1989 | Ich denk an dich – Ein Abend voller Zärtlichkeit | DE20 Gold · (12 Wo.)DE | AT27 Gold · (3 Wo.)AT | — | — | — | alternativer Titel: Step Into My Life    |
| 1990 | Zärtlichkeiten                                   | DE49 (9 Wo.)DE | AT22 Gold · (6 Wo.)AT | — | — | — | Erstveröffentlichung: 13. September 1990 |
| 1991 | Träumen mit Engelbert 2                          | — | AT30 Gold · (7 Wo.)AT | — | — | — | Erstveröffentlichung: 23. September 1991 |
| 1995 | Love Unchained                                   | — | — | — | UK16 (6 Wo.)UK | — |                                          |
| 2001 | I Want to Wake Up with You                       | — | — | — | UK42 (2 Wo.)UK | — | Erstveröffentlichung: 8. Oktober 2001    |
| 2005 | Let There Be Love                                | — | — | — | UK67 (2 Wo.)UK | — | Erstveröffentlichung: 14. Februar 2005   |
| 2014 | Engelbert Calling                                | — | — | — | UK31 (4 Wo.)UK | — | Erstveröffentlichung: 21. März 2014      |

grau schraffiert: keine Chartdaten aus diesem Jahr verfügbar

## Auszeichnungen
- 1989: RSH-Gold
- 2021: Ritterorden „Member of the British Empire“